# برم‌هگزین
برم‌هگزین (به انگلیسی: Bromhexine) دارویی است که معمولاً به صورت شربت یا قرص به عنوان خلط‌آور (رقیق‌کننده ترشحات موکوسی) در مواردی که ترشحات موکوسی زیاد است مورد استفاده قرار می‌گیرد. برم‌هگزین همچنین خاصیت آنتی‌اکسیدانی دارد.
این دارو فرآورده ای بسیار تلخ بوده که برای کاهش تلخی به آن ۴ میلی‌گرم بر میلی لیتر «سدیم ساخارین» افزوده می‌شود.

## عوارض
تغییرات گوارشی مثل اسهال وخواب آلودگی می‌تواند از عوارض این دارو باشد.
در طبقه‌بندی دارو در بارداری گروه C می‌باشد.

## مقدار مصرف
در کودکان زیر ۵ سال ۵ سی‌سی از الگزیر، هر ۱۲ ساعت؛ و برای کودکان بالای ۵ سال همان مقدار هر ۶ ساعت می‌تواند مصرف شود.

## اشکال دارویی
- الگزیر (۴ میلی‌گرم در هر ۵ سی‌سی)
- قرص (۸ میلی‌گرم)
- آمپول (۴ میلی‌گرم در ۲ سی‌سی)